# Bruno Lüdke
 (septembre 2020).
Le contenu est difficilement compréhensible vu les erreurs de traduction, qui sont peut-être dues à l'utilisation d'un logiciel de traduction automatique.
Bruno Lüdke, né le 3 avril 1908 à Köpenick et mort le 26 avril 1944 à Vienne, fut accusé d'être un tueur en série dans l'Allemagne nazie. Aujourd'hui il paraît probable qu'il n'a pas commis la plupart ou bien tous les meurtres dont il fut accusé,.
Le 29 janvier 1943, une femme de 51 ans fut trouvée morte dans la forêt de Köpenick, un quartier de Berlin. Le commissaire Heinrich Franz s'intéressa rapidement à "Bruno le dingue" (der doofe Bruno), un faible d'esprit, voyeur bien connu, qui errait souvent dans cette forêt. Aucune de ses connaissances n'imaginait Lüdke dans la peau d'un tueur et il n'y avait aucun indice contre lui. Néanmoins, il avoua le meurtre, sous la pression de Franz. Puis, peu à peu, il avoua avoir tué quelque cinquante personnes dans toute l'Allemagne depuis 1928.
D'autres commissaires enquêtant sur ces meurtres avaient des doutes : il ne semblait pas y avoir de concordance dans les circonstances des quelque 50 crimes. Par ailleurs, il semble improbable que Lüdke, pauvre d'esprit et sans ressources financières, ait pu voyager dans tout le pays, commettre ses crimes et ne jamais laisser aucune trace ou empreinte. Pour autant, ces doutes furent ignorés.
Déclaré fou, Bruno Lüdke fut envoyé dans un hôpital viennois où il servit de cobaye à des expériences jusqu'à sa mort par injection létale ou pendant une expérimentation médicale ratée en 1944.
En 1994, le commissaire à la retraite néerlandais Jan Blauw s'intéressa au cas et étudia les rapports de police. Il les trouva non concluants, incohérents et vagues. Il exprima également son incrédulité quant à l'hypothèse qu'un illettré, qui fut un jour pris en train de voler un poulet, ait pu échapper aux autorités pendant près de 20 ans tout en commettant des meurtres.

## Filmographie
- En 1957, Robert Siodmak s'est inspiré de son histoire pour réaliser Les SS frappent la nuit[5].
- Un coupable parfait. L’affaire Bruno Lüdke, un documentaire de Dominik Wessely et Jens Becker. Arte, 2020.